# Michał Remigiusz Łaszewski
Michał Remigiusz Łaszewski herbu Grzymała (ur. 1682 w Stężycy, zm. 17 października 1746 we Fromborku) – kanonik warmiński, biskup pomocniczy warmiński.

## Życiorys
Był synem Jana chorążego powiatu mirachowskiego i Justyny z Bystramów herbu Tarnawa. W 1695 przyjechał do Braniewa, gdzie pobierał naukę w kolegium jezuickim. Studiował do 1702 w Akademii Poznańskiej, a następnie kontynuował studia w latach 1703–1706 w Rzymie z teologii i prawa kanonicznego uzyskując tytuł doktora obojga praw. 12 września 1707 przyjął święcenia kapłańskie z rąk biskupa Hieronima Wierzbowskiego. Został kanonikiem warszawskim i włocławskim, a 17 czerwca 1709 papież Klemens XI mianował go kanonikiem warmińskim. Kapituła powierzyła Łaszewskiemu przeprowadzenie całkowitej reformy akt i ksiąg, umieszczonych w "Regestri viridis". W niedługim czasie, bo już na posiedzeniu kapituły 3 marca 1714 roku, przedłożył dokładne sprawozdanie z wydatków za lata 1703–1711. Łaszewski był bardzo bliskim i zaufanym współpracownikiem biskupów Andrzeja Chryzostoma Załuskiego, Teodora Andrzeja Potockiego i Krzysztofa Jana Szembeka. U ich boku prowadził owocną działalność polityczną, reprezentował biskupów na posiedzeniach sejmików pruskich. 14 stycznia 1710 roku kapituła wysłała go jako swego pełnomocnika na sejm do Radomia. Największym wyróżnieniem dla Łaszewskiego za rządów Potockiego było powierzenie mu w czasie nieobecności biskupa urzędu administratora diecezji. Po raz pierwszy Łaszewski pełnił tę funkcję w 1720, w 1723 roku Łaszewski położył kamień węgielny pod kościół przy kolegium jezuitów w Braniewie. Konsekracja Łaszewskiego na pomocniczego biskupa Warmii, której dokonał osobiście biskup Szembek, odbyła się 6 grudnia 1730 roku w Lidzbarku Warmińskim. Jako biskup pomocniczy udziela sakramentu chrztu, bierzmowania (16 496 osób), święceń kapłańskich. Przez ostatnie trzy lata swego życia Łaszewski staje się mniej aktywny w swojej działalności kościelnej, więcej czasu poświęca sprawom majątkowym. Pochowany został we Fromborku, ale epitafium z tekstem ułożonym przez samego bpa Łaszewskiego nie zachowało się do dziś.